# Algarve-Cruiser-Klasse
Die Algarve-Cruiser-Klasse ist eine Schiffsklasse von zwei Flusskreuzfahrtschiffen, die 2005 für die portugiesische Reederei DouroAzul gebaut wurden. Beide Schiffe sind auf dem Douro im Einsatz.

## Geschichte
Das auf Flusskreuzfahrten und Ausflugsfahrten spezialisierte Tourismusunternehmen und Reederei DouroAzul bestellte ihre ersten Neubauten von Flusskreuzfahrtschiffen etwa 2004 bei der heimischen Werft Estaleiros Navais de Viana do Castelo. Die Werft legte 2005 zwei Schwesterschiffe auf Kiel: zunächst unter der Baunummer 234 das Typschiff Algarve Cruiser, der noch im gleichen Jahr unter der Baunummer 235 die Douro Queen folgte. 
Die beiden Schiffe waren für den Einsatz auf den Flüssen des Landes, aber auch für die Küstenschifffahrt konzipiert. Im Jahr 2005 wurde das Schiff als Algarve Cruiser in Dienst gestellt. Heimathafen wurde Portimão an der Algarve, wo das Schiff auch stationiert wurde. Ebenfalls noch 2005 folgte die Indienststellung des zweiten Schiffes als Douro Queen. Ihr Heimathafen wurde Porto im Norden des Landes.

### Algarve Cruiser/Douro Cruiser
Die Algarve Cruiser setzte der Veranstalter Douro Azul das Schiff zunächst für Kreuzfahrten entlang der Algarve-Küste und auf dem Fluss Guadiana ein, die zwischen drei und sieben Tagen dauerten. Ab der Saison 2007 wechselte das Angebot zu Tagestouren mit unterschiedlichen Routen (Portimão – Vilamoura, Vilamoura – Vila Real de Santo António, Vila Real de Santo António – Alcoutim, Vila Real de Santo António – Vilamoura sowie Vilamoura – Portimão). Abgerundet wurde das Programm durch optionale Touren nach Lagos und Mértola.
2008 wurde das Schiff in Douro Cruiser umbenannt und das Einsatzgebiet nach Nordportugal an den Fluss Douro verlegt. Ein Eigentümerwechsel fand 2011 statt, als das Schiff an eine andere Investmentgesellschaft veräußert wurde. Die Charter von Douro Azul blieb zunächst erhalten, als weiterer Charterer löste Nicko Cruises diesen ab. Der Heimathafen wurde nach Porto verlegt. Am Douro setzen die Veranstalter die Douro Cruiser von Porto aus wieder als Flusskreuzfahrtschiff ein. Die achttägigen Reisen beginnen und enden in Porto. Sie führen douroaufwärts über die spanische Grenze hinaus bis Vega de Terrón, wo der schiffbare Abschnitt des Flusses endet.

### Douro Queen
Das zweite Schiff der Klasse setzt der Veranstalter seit Indienststellung als Flusskreuzfahrtschiff von Porto aus im Dourotal ein. Die Schiffstouren wurden zunächst von DouroAzul durchgeführt und führten von Porto zum Ende des schiffbaren Abschnitts an die spanische Grenze. Auch nach dem Wechsel des Reiseveranstalters auf Nicko Cruises gab es am Fahrtenprogramm keine Änderungen. Eine Tour dauert acht Tage und das Angebot richtet sich weiterhin vorrangig an englisch- und deutschsprachige Zielgruppen.

## Ausstattung
Die Douro Cruiser und die Douro Cruiser sind Dreideck-Kabinenschiffe der gehobenen Mittelklasse mit jeweils 65 Doppelkabinen. Die Kabinen sind klimatisiert und jeweils mit Dusche, Toilette, Fernsehgerät und Safe ausgestattet. Die Kabinen auf dem Oberdeck verfügen über einen französischen Balkon. Der Empfangsbereich und ein Barbereich befinden sich auf dem Hauptdeck, das Bordrestaurant auf dem Unterdeck. Eine Besonderheit der Schiffe sind der Swimmingpool auf dem Sonnendeck. Dort stehen den Fahrgästen auch Liegestühle, Sitzgruppen und Sonnensegel zur Verfügung.

## Bau und technische Daten
Die Algarve Cruiser und wurde wie ihr Schwesterschiff Douro Queen auf der portugiesischen Werft Estaleiros Navais de Viana do Castelo in Viana do Castelo unter den Baunummern 234 und 235 auf Kiel gelegt und 2005 abgeliefert. Die Länge der Schiffe beträgt 78,11 Meter, sie sind 11,40 Meter breit und weisen einen Tiefgang von 1,80 Metern auf. Der Antrieb besteht aus zwei Zwölfzylinder-Viertakt-Dieselmotoren des Herstellers Deutz vom Typ TBD 616 V 12 mit jeweils 610 kW, die auf zwei Schottel-Ruderpropeller wirken. Damit erreichen die Schiffe eine Geschwindigkeit von 11 Knoten. Zusätzlich verfügen sie über eine Bugstrahlanlage. Die Besatzung besteht aus 30 bis 35 Personen.